# Toledo Mud Hens
De Toledo Mud Hens is een Minor league baseballteam uit Toledo, Ohio. Ze spelen in de West Division van de International League. Hun stadion heet Fifth Third Field. Ze zijn verwant aan de Detroit Tigers.

## Titels
Ze hebben de Governors' Cup 2 keer gewonnen en er 3 keer voor gespeeld.
- 1967 - Gewonnen van de Columbus Clippers
- 1980 - Verloren van de Columbus Clippers
- 2005 - Gewonnen van de Indianapolis Indians